# Naturschutzbeirat
Der Naturschutzbeirat ist in Deutschland ein beratendes Gremium von ehrenamtlich tätigen fachkundigen Bürgern zur Unterstützung der Naturschutzbehörde nach Maßgabe der einzelnen Landesnaturschutzgesetze. Das Bundesnaturschutzgesetz (BNatSchG) enthält hierzu keine Regelungen, doch kommt den anerkannten Naturschutzverbänden (vgl. § 63 BNatSchG, anfangs auch § 29, bis 2010 § 59 ff.) oft eine besondere Rolle zu.
Ein Naturschutzbeirat existiert je nach Landesrecht auf verschiedenen Ebenen der Naturschutzverwaltung. Die Verbindlichkeit der Vorschriften, dass Beiräte zu bestellen seien, bewegt sich von einer Kann- bis zu einer Muss-Bestimmung. So wird gemäß § 45 SächsNatSchG (Stand: 19. Oktober 2010) bei der obersten Naturschutzbehörde zwingend ein Beirat gebildet, bei den oberen und den unteren Naturschutzbehörden jedoch nur optional. In der Regel ermächtigen die Gesetze die Obersten Naturschutzbehörden, Näheres per Rechtsverordnung zu regeln.
Berufen werden teilweise mehr als 20 Mitglieder in der Regel auf Dauer der nach Landesrecht gegebenen Wahlperioden (4–5 Jahre) durch die jeweilige Verwaltungsspitze und auch bestätigt durch das zuständige Kontrollorgan (Kreistag bzw. Stadtrat, Landtag).
Die Unabhängigkeit der Beiräte differiert ebenfalls je nach Landesrecht und bewegt sich zwischen einer nahezu vollständigen Autonomie bis zu andernorts gegenteiligen Vorschriften, dass z. B. der Leiter der Behörde, der der Beirat zugeordnet ist, den Vorsitz führt.
Nominiert werden Mitglieder
- zum einen durch Vereinigungen wie Naturschutzorganisationen, Jagdverbände oder Bauernverbände.
- zum anderen durch die zuständigen Behörden, vor allem die Naturschutzbehörden der Kreise und kreisfreien Städte. Es bewährt sich, dass auch hierbei fachkompetente Organisationen konsultiert werden. Rechtlich strittig ist, ob hier auch parteipolitisch geprägte Nominierungen (z. B. durch die Fraktionen des Kreistages) aufgrund des Kompetenzprimates (s. folgender Absatz) gesetzeskonform sind.

Die Auswahl erfolgt je nach Landesrecht nach
- Zugehörigkeit zu verschiedensten Gruppierungen (Vertreterprimat) oder/und
- dem Vorliegen fachlicher und örtlicher Kenntnisse (Kompetenzprimat), über die die Betreffenden nachweislich verfügen sollen, wobei sie keinen Weisungen Dritter unterliegen. Unabhängig von länderspezifischen Bestimmungen hat es sich in der Praxis bewährt, dass diese Kenntnisse u. a. die Fachgebiete Naturschutz, Landschaftspflege, Biologie, Vegetationskunde, Geologie sowie Agrar- und Forstbereich umfassen.

Dem Naturschutzbeirat werden die wichtigeren Entscheidungsgegenstände der Naturschutzbehörde vorgetragen und zur Beratung gestellt, in der Regel zumindest Planungen auf allen Ebenen (u. a. Bauleitplanungen, Planfeststellungsverfahren). Näheres regeln die einzelnen Ländergesetze wie auch die Befugnis der Beiräte, Beauftragte zu nominieren (Berufung s. o.). Der Beirat kann der Behörde Entscheidungsempfehlungen geben. Er kann auch Aktivitäten der Behörde anregen. Wie weit im Einzelnen die Befugnisse des Beirates bzw. der Beauftragten sowie die Verbindlichkeit seiner Voten gehen, hängt ebenfalls vom Naturschutzgesetz des jeweiligen Bundeslandes ab.
Das Thüringische Naturschutzgesetz sieht zusätzlich einen eigenen Beirat für den Arten- und Biotopschutz vor.
Die Naturschutzbeiräte sind als Verwaltungsorgane zur Geheimhaltung verpflichtet, zumal häufig eigentumsrechtliche Interessen berührt sowie Planungen im Frühstadium besprochen werden.

## Regelungen in den Bundesländern
- Bayern
- Brandenburg
- Bremen
- Hessen
- Nordrhein-Westfalen, § 70 Landesnaturschutzgesetz
- Rheinland-Pfalz